# Aquimarina
Genre
Aquimarina est un genre de bactéries de la famille des Flavobacteriaceae.

## Liste des espèces
Selon LPSN (29 avril 2024), ce genre comprend 31 espèces publiées de manière valide :
- Aquimarina acroporae Sun et al. 2022
- Aquimarina addita Yi & Chun 2011
- Aquimarina agarilytica Lin et al. 2012
- Aquimarina agarivorans Zhou et al. 2015
- Aquimarina aggregata Wang et al. 2016
- Aquimarina algicola Sun et al. 2022
- Aquimarina algiphila Nedashkovskaya et al. 2018
- Aquimarina amphilecti Kennedy et al. 2014
- Aquimarina aquimarini Couceiro et al. 2024
- Aquimarina atlantica Li et al. 2015
- Aquimarina brevivitae (Yoon et al. 2006) Nedashkovskaya et al. 2006
- Aquimarina celericrescens Wang et al. 2018
- Aquimarina gracilis Park et al. 2013
- Aquimarina hainanensis Zheng et al. 2016
- Aquimarina intermedia Nedashkovskaya et al. 2006
- Aquimarina latercula (Lewin 1969) Nedashkovskaya et al. 2006
- Aquimarina longa Yu et al. 2013
- Aquimarina macrocephali Miyazaki et al. 2010
- Aquimarina megaterium Yu et al. 2014
- Aquimarina muelleri Nedashkovskaya et al. 2005
- Aquimarina mytili Park et al. 2012
- Aquimarina pacifica Zhang et al. 2014
- Aquimarina penaei Li et al. 2015
- Aquimarina rubra Han et al. 2017
- Aquimarina salinaria Chen et al. 2012
- Aquimarina sediminis Wang et al. 2020
- Aquimarina seongsanensis Oh et al. 2017
- Aquimarina spinulae Couceiro et al. 2024
- Aquimarina spongiae Yoon et al. 2011
- Aquimarina spongiicola Choi et al. 2018
- Aquimarina versatilis Lee et al. 2017

### Espèce publiées de manière non valide
En 2010, l'espèce "Aquimarina litoralis" a été publiée de manière non valide selon LPSN (29 avril 2024). Son nom n'est pas validé mais reste actuellement le nom préféréLPSN (29 avril 2024).

## Taxonomie
Le nom correct complet (avec auteur) de ce taxon est Aquimarina Nedashkovskaya et al. 2005.
L'espèce type est : Aquimarina muelleri Nedashkovskaya et al. 2005.

### Synonymes
Aquimarina a pour synonymes :
- Gaetbulimicrobium Yoon et al. 2006
- Stanierella Nedashkovskaya et al. 2005

### Étymologie
L'étymologie du nom de genre des Aquimarina est la suivante : A.qui.ma.ri.na. L. fem. n. aqua, eau; L. fem. adj. marina, marin; N.L. fem. n. Aquimarina, un organisme d'eau de mer.